# Nervilia plicata
Nervilia plicata là một loài thực vật có hoa trong họ Lan. Loài này được (Andrews) Schltr. mô tả khoa học đầu tiên năm 1911.

## Hình ảnh

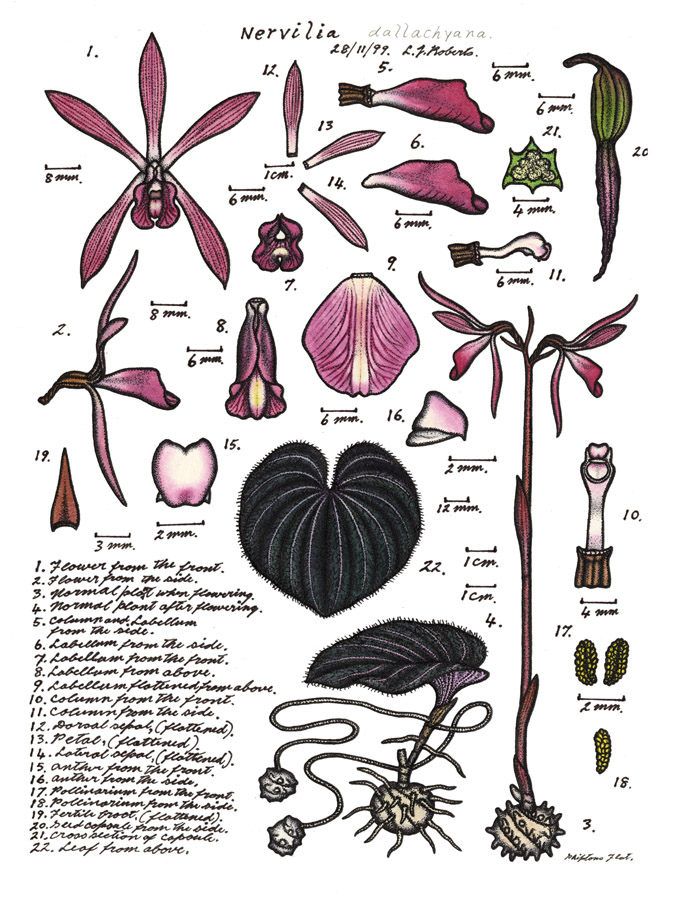
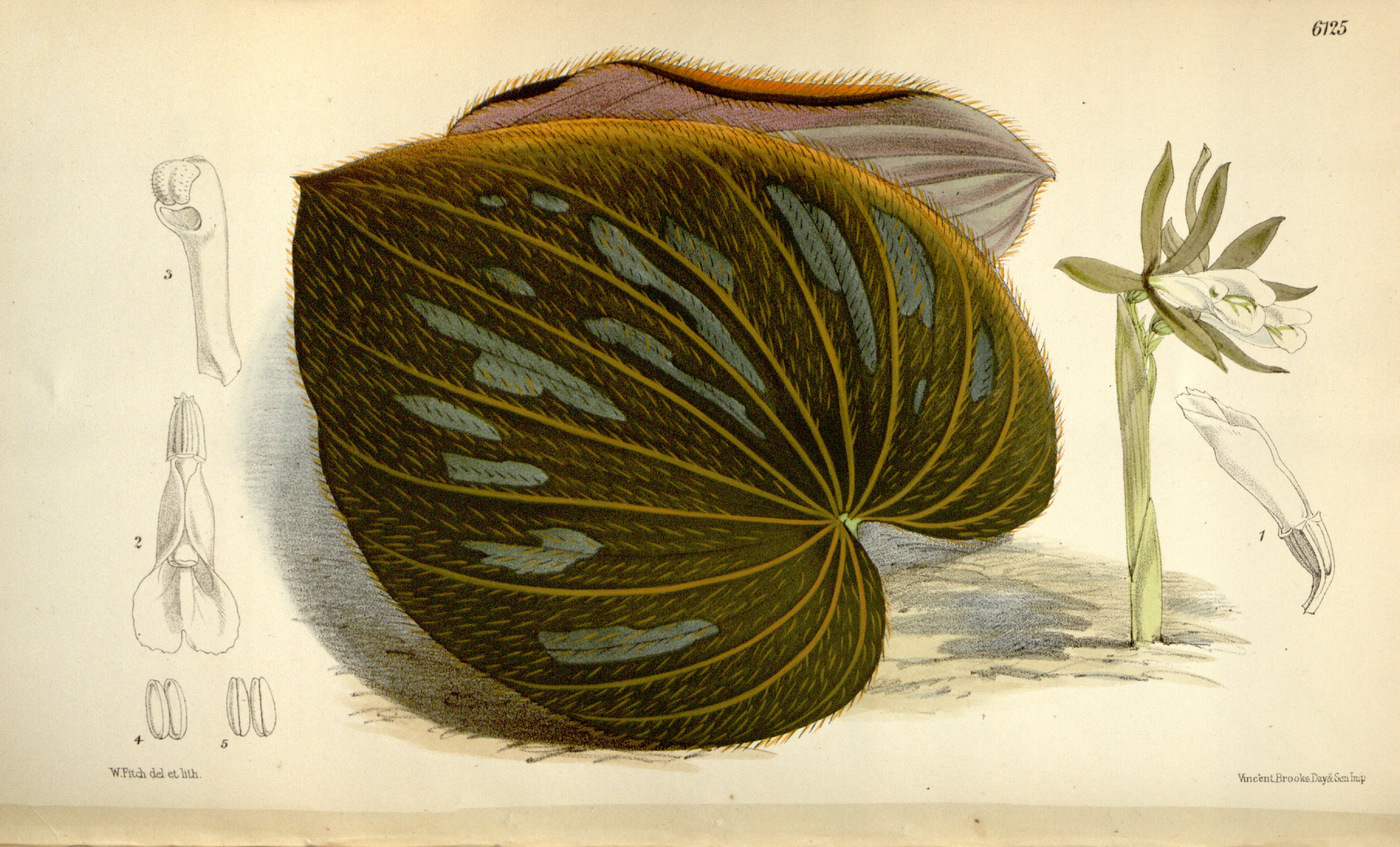
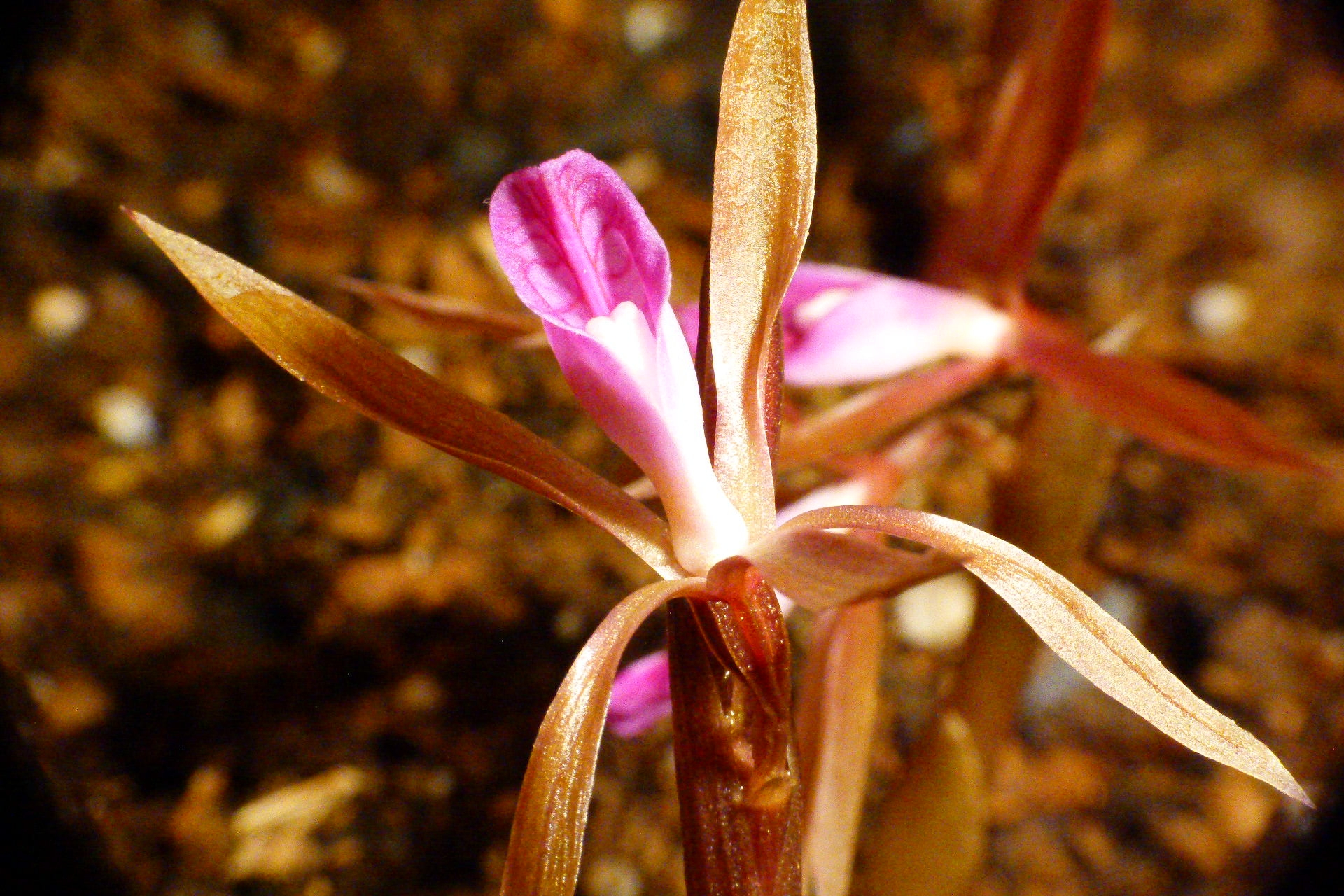
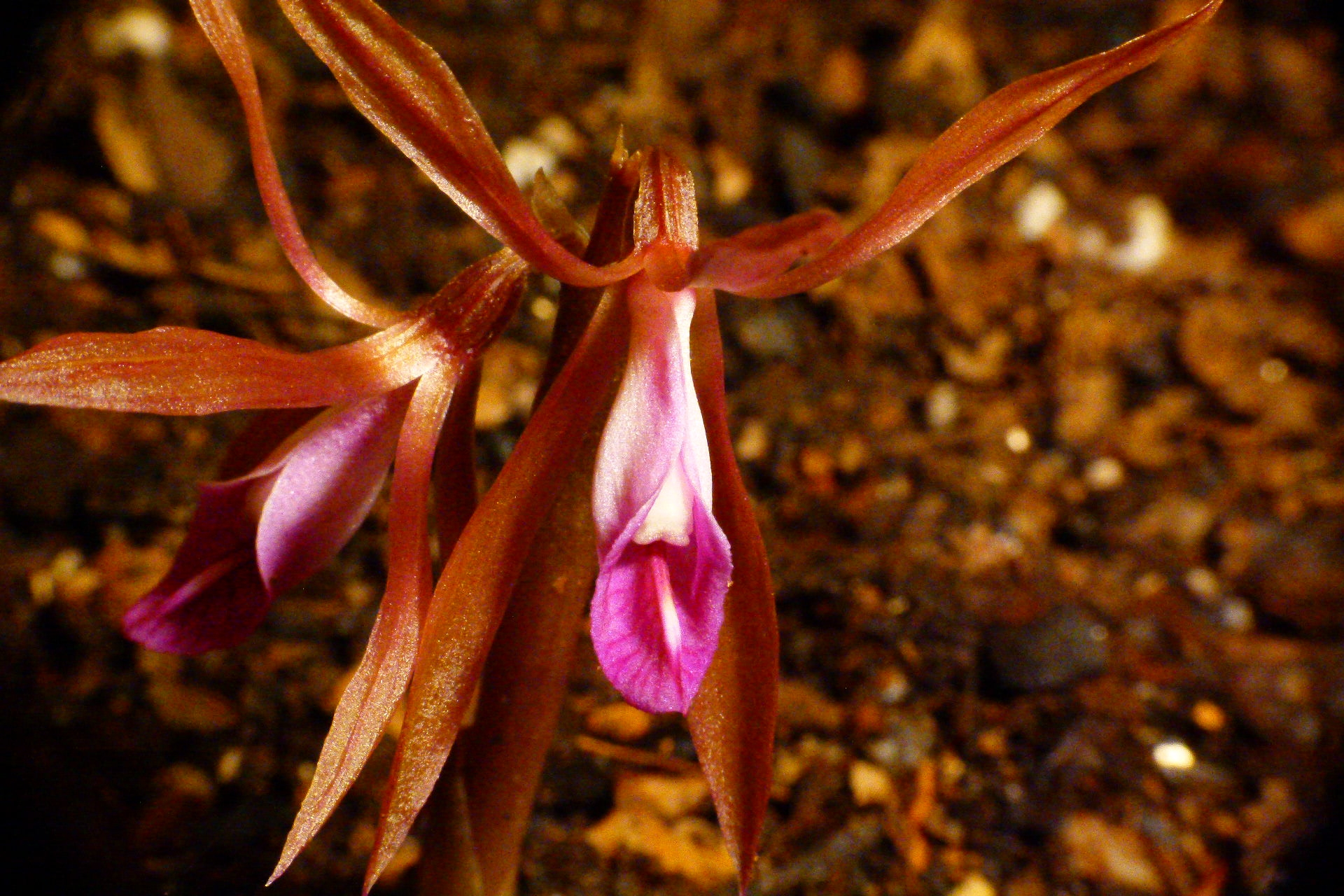